# Metastelma salinarum
Metastelma salinarum är en oleanderväxtart som beskrevs av Wright apud Sauvalle. Metastelma salinarum ingår i släktet Metastelma och familjen oleanderväxter. Inga underarter finns listade i Catalogue of Life.